# Euphyia curviviata
Euphyia curviviata là một loài bướm đêm trong họ Geometridae.